# ジュニア・セアウ
ジュニア・セアウ (Tiaina Baul "Junior" Seau Jr. ([ˈseɪ.aʊ]; SAY-ow） 1969年1月19日 - 2012年5月2日）は、カリフォルニア州オーシャンサイド出身のアメリカンフットボールの元選手である。NFLでラインバッカーとして19年間プレーした。情熱的なプレーで知られ、12年連続でプロボウルに選出され、2015年にNFL殿堂入りした。
セアウはカリフォルニア州オーシャンサイドで生まれ、地元の名門である南カリフォルニア大学で大活躍してカレッジフットボールのスターとなる。1990年のNFLドラフトにて1巡全体5位という高順位でサンディエゴ・チャージャーズから指名を受け、NFL入りした。入団直後からチャージャーズ・ディフェンスの中心人物として活躍し、1994年シーズンには第29回スーパーボウルに出場した。2003年、マイアミ・ドルフィンズへトレード移籍。2006年、ニューイングランド・ペイトリオッツに移籍した後、2009年シーズンを最後に引退した。引退後、背番号55はチャージャーズの永久欠番となった。
2012年5月2日、自宅にて拳銃自殺を図り死去。43歳没。死後、セアウは慢性外傷性脳症であったと診断された。ピッツバーグ・スティーラーズのスター選手だったマイク・ウェブスターが死後、慢性外傷性脳症であったことが2005年に発表されて以来、脳震盪がスポーツ選手に及ぼす影響について議論されていたが、セアウも晩年、ウェブスターと同様の症状に悩まされていた。そのためセアウの死後、議論がさらに活発になり、多くのスポーツで脳震盪への対応が重視されるようになった。